# Лужник
Лужник — річка в Україні, у Чортківському районі Тернопільської області, права притока Джурина (басейн Дністра).

## Опис
Довжина річки 9 км. Висота витоку над рівнем моря — 364 м, висота гирла — 334 м, падіння річки — 30 м, похил річки — 3,34 м/км. Формується з багатьох безіменних струмків та 2 водойм.

## Розташування
Бере початок на південно-східній околиці села Мартинівка. Тече переважно на південний схід через Джуринську Слобідку і впадає в річку Джурин, ліву притоку Дністра.